# Xadrez blitz

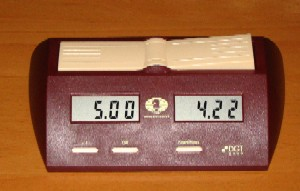
Cronômetro utilizado nas partidas de Xadrez. No xadrez blitz, o jogo é iniciado com 3 minutos para cada competidor, acrescentando 2 segundos por jogada.

Xadrez blitz é uma variante do xadrez que emprega uma quantidade de tempo de 3 minutos para cada jogador, com acréscimo de 2 segundos por jogada, em vez do tempo normalmente regulado pela FIDE em competições clássicas.
A FIDE organiza um campeonato mundial para a modalidade tanto na categoria masculina quanto na feminina. O campeonato de 1970, vencido por Bobby Fischer, foi anterior a essa iniciativa.

## Campeões Mundiais
| #  | Name                              | Year | Country        |
| -- | --------------------------------- | ---- | -------------- |
| 1  | Bobby Fischer                     | 1970 | Estados Unidos |
| 2  | Mikhail Tal                       | 1988 | Rússia         |
| 3  | Viswanathan Anand                 | 2000 | Índia          |
| 4  | Alexander Grischuk                | 2006 | Rússia         |
| 5  | Vassily Ivanchuk                  | 2007 | Ucrânia        |
| 6  | Leinier Domínguez                 | 2008 | Cuba           |
| 7  | Magnus Carlsen                    | 2009 | Noruega        |
| 8  | Levon Aronian                     | 2010 | Armênia        |
| 9  | Alexander Grischuk                | 2012 | Rússia         |
| 10 | Lê Quang Liêm                     | 2013 | Vietname       |
| 11 | Magnus Carlsen                    | 2014 | Noruega        |
| 12 | Alexander Grischuk                | 2015 | Rússia         |
| 13 | Sergei Karjakin                   | 2016 | Rússia         |
| 14 | Magnus Carlsen                    | 2017 | Noruega        |
| 15 | Magnus Carlsen                    | 2018 | Noruega        |
| 16 | Magnus Carlsen                    | 2019 | Noruega        |
| 16 | Maxime Vachier-Lagrave            | 2021 | França         |
| 17 | Magnus Carlsen                    | 2022 | Noruega        |
| 18 | Magnus Carlsen                    | 2023 | Noruega        |
| 19 | Magnus Carlsen Ian Nepomniachtchi | 2024 | Noruega · FIDE |

## Feminino
| #  | Name                 | Year | Country     |
| -- | -------------------- | ---- | ----------- |
| 1  | Susan Polgar         | 1992 | Hungria     |
| 2  | Kateryna Lagno       | 2010 | Ucrânia     |
| 3  | Valentina Gunina     | 2012 | Rússia      |
| 4  | Anna Muzychuk        | 2014 | Eslovênia   |
| 5  | Anna Muzychuk        | 2016 | Eslovênia   |
| 6  | Nana Dzagnidze       | 2017 | Geórgia     |
| 7  | Kateryna Lagno       | 2018 | Ucrânia     |
| 8  | Kateryna Lagno       | 2019 | Ucrânia     |
| 9  | Bibisara Assaubayeva | 2021 | Cazaquistão |
| 10 | Bibisara Assaubayeva | 2022 |             |
| 11 | Valentina Gunina     | 2023 | FIDE        |
| 12 | Ju Wenjun            | 2024 | CHN         |